# Jefferson Cepeda
Pour les articles homonymes, voir Cepeda.
Ne doit pas être confondu avec Alexander Cepeda.
Cepeda  Hernández est un nom espagnol. Le premier nom de famille, en général paternel, est Cepeda ; le second, en général maternel, souvent omis, est Hernández.
Jefferson Alveiro Cepeda Hernández, né le 2 mars 1996, est un coureur cycliste équatorien.

## Biographie
Un de ses cousins, prénommé Jefferson Alexander, est également cycliste professionnel.
En 2017, après être monté sur le podium des moins de 23 ans au Tour de San Juan, au mois de janvier, Jefferson Cepeda a attendu vainement d'être aligné dans une autre course par sa nouvelle formation Bolivia. En proie à des difficultés financières, son équipe ne l'a pas emmené en Europe, comme il était prévu. Au mois d'avril, n'ayant toujours pas reçu un seul centime de sa formation, il se met en relation avec le manager de sa précédente équipe Ecuador, qui lui propose de le réintégrer. Début mai, convoqué à la fois pour disputer le Tour de la communauté de Madrid avec "Bolivia" et les Championnats panaméricains avec sa sélection nationale, toujours non payé, le résident d'El Playón de San Francisco (Sucumbíos) privilégie la solution équatorienne et participe aux championnats. N'appartenant plus officiellement (selon l'UCI) à la formation bolivienne, il intègre peu après le "Team Ecuador". En prenant le départ de la Clásica Binacional “Ampliamos Vías y Unimos Fronteras”, Cepeda dispute sa première compétition de l'année avec celle-ci.
En juillet 2018, après avoir remporté les titres nationaux sur route et du contre-la-montre, Jefferson Cepeda signe pour la section amateur de l'équipe Caja Rural-Seguros RGA, puis rejoint l'équipe professionnelle en août 2019.
En octobre 2024, Jefferson Cepeda signe pour deux saisons avec Movistar.

## Palmarès
- 2014
  - Vuelta a la Costa Ecuador :
    - Classement général
    - 1re étape
- 2015
  - Vuelta al Putumayo :
    - Classement général
    - 2e étape (contre-la-montre)
- 2016
  - 2e étape du Clásico Virgen de la Purificación
  - 5e étape du Tour du Rio Grande do Sul
- 2017
  -  Champion d'Équateur du contre-la-montre espoirs[7]
  - 7e étape du Tour du Guatemala
- 2018
  -  Médaillé d'or de la course en ligne aux Jeux sud-américains
  -  Champion d'Équateur du contre-la-montre
  -  Champion d'Équateur sur route
  - Clásico Virgen de la Purificación :
    - Classement général
    - 1re et 2e (contre-la-montre) étapes

  - 3e du Mémorial Santisteban
  - 3e du Tour de Cantabrie
- 2019
  -  Champion panaméricain sur route
  - Clásica Jonathan Caicedo :
    - Classement général
    - 1re étape (contre-la-montre)

  - Tour de Navarre :
    - Classement général
    - 5e étape

  - 2e étape du Tour de Salamanque
  - San Martín Proba
  - 2e du Tour de Salamanque
  - 2e du Premio San Pedro
  - 2e du Premio Nuestra Señora de Oro
  -  Médaillé de bronze du championnat panaméricain sur route espoirs
- 2020
  - 4e de la Classique d'Ordizia
- 2022
  -  Médaillé de bronze de la course en ligne des Jeux bolivariens
- 2023
  - 2e du championnat d'Équateur sur route
  - 2e du championnat d'Équateur du contre-la-montre
- 2024
  - Classement général du Tour du lac Qinghai
  - 3e étape du Tour du Limousin-Périgord-Nouvelle-Aquitaine
  - 2e du championnat d'Équateur du contre-la-montre
  - 3e du championnat d'Équateur sur route
- 2025
  -  Champion d'Équateur du contre-la-montre
  - 2e du championnat d'Équateur sur route

## Résultats sur les grands tours

### Tour d'Espagne
3 participations
- 2020 : 116e
- 2021 : 32e
- 2023 : non partant (10e étape)

### Tour d'Italie
1 participation 
- 2025 : 34e

## Classements mondiaux
| Année                                 | 2016  | 2017  | 2018 | 2019 | 2020 | 2021  | 2022 | 2023 | 2024 |
| ------------------------------------- | ----- | ----- | ---- | ---- | ---- | ----- | ---- | ---- | ---- |
| Classement mondial                    | 1713e | 1988e | 871e | 328e | 327e | 1190e | 708e | 545e | 124e |
| UCI America Tour                      | 271e  | 262e  | 48e  | 29e  | 21e  | 23e   | 62e  | 48e  | 16e  |
|                                       |       |       |      |      |      |       |      |      |      |
| Légende : nc = non classéSource : UCI |       |       |      |      |      |       |      |      |      |